# Hero van Urk
Hero van Urk (Driebergen-Rijsenburg, 4 december 1941 − Bergen, 9 maart 2018) was een Nederlands vaatchirurg en hoogleraar vaatchirurgie.

## Biografie
Van Urk promoveerde in 1977 aan de Erasmus Universiteit Rotterdam op Massive non-variceal bleeding in patients with cirrhosis: analysis of treatment with emergency surgery and selective intra-arterial vasopressin infusion. Vanaf 1986 was hij verbonden aan het Erasmus MC, vanaf 1992 was hij daar hoogleraar waar hij inaugureerde met Even stilstaan bij het werk aan de weg. In 2007 ging hij met emeritaat. Hij geldt als de grondlegger van de vaatchirurgie in Nederland en kreeg vele eerbewijzen. Hij was medeoprichter van de Nederlandse vereniging voor vaatchrirurgie en medeoprichter van de European Society for Vascular Surgery. Hij was Honorary Fellow van het Royal College of Edinburgh, Honorary Member van de European Society for Vascular Surgery, Honorary Member van de European Society for Vascular Surgery of Great Britain and Ireland en Honorary Member van de Society for Vascular Surgery USA.
Prof. dr. H. van Urk werkte mee aan tientallen artikelen op zijn vakgebied. Hij overleed in 2018 op 76-jarige leeftijd.